# Champs de Castille
Champs de Castille (le titre original est Campos de Castilla) est une œuvre au style correspondant à la Génération de 98, écrite par Antonio Machado en 1912, dont un
des thèmes principaux est l'admiration envers les terres castillanes.

## Publication de l'œuvre
Dès 1908, Antonio Machado commençait à publier quelques poèmes qui feront partie du recueil de 1912.
À la fin de l'année 1910, depuis Soria, Antonio Machado envoie son manuscrit à Gregorio Martínez Sierra afin qu'il soit publié dans la maison d'édition Renacimiento. Au début, on pensait intituler l'œuvre Tierras de España (Terres d'Espagne) et ce ne sera qu'en 1912 qu'Antonio Machado se décide pour « Campos de Castilla ». Cependant, l'œuvre ne sera publiée qu'en 1912, car elle n'avait pas un volume suffisant. À la fin de l'année 1911, le poète écrit « La terre d'Alvar González », un long poème de 712 vers divisés en romances.
Finalement, le recueil de poèmes est publié en 1912 avec 54 unités de poèmes. L'unité « Proverbes et Chansons » (à l'origine «Proverbios y cantares») était constituée de 29 poèmes auxquels s'ajouteraient 24 poèmes dans l'édition de 1917 de Poésies Complètes.

## Thème
Les thèmes de l'œuvre sont assez hétérogènes et on ne retrouve pas l'unité formelle du recueil antérieur Solitudes, galeries, et autres poèmes (1907). Beaucoup de poèmes commencent par être essentiellement descriptifs pour exprimer par la suite l'exaltation lyrique du poète face à la nature des champs de Castille. Une vision extériorisée devient prédominante, le poète s'ouvre vers l'extérieur: le poète alterne entre une poésie engagée —le poète dénonce les problèmes sociaux de son époque— et une poésie qui décrit un paysage idéalisé à travers lequel, comme pour les galeries de l'âme dans Solitudes, le poète réalise une quête spirituelle. Dans certaines occasions, apparaît un état d'âme affligé par la mort de Leonor.
D'autre part, l'œuvre contient plusieurs poèmes dédiés à des personnes qu'il connaissait et même admirait : Miguel de Unamuno, Azorín, José María Palacio, Roberto Castrovido, Vicente Ciurana, Francisco Giner de los Ríos, Juan Ramón Jiménez, José Ortega y Gasset, Xavier Valcarce Ocampo, Rubén Darío, Narciso Alonso Cortés.

### Terre d'Alvar González
Il s'agit d'un célèbre romance dédié à Juan Ramón Jiménez, composé de dix parties lesquelles sont à leur tour divisées en romances numérotés. Antonio Machado assure que ces romances « mettent en avant l'essence élémentaire de l'humanité, le champ de Castille, le livre Premier de Moïse, intitulé Genèse. » Le poème occupe près de la moitié du recueil avec 712 vers.
L'histoire porte sur une famille de laboureurs de cinq membres dans la province de Soria. Les deux frères aînés hériteront les terres du père. Le troisième fils refuse d'entrer dans les ordres et part aux Indes. Le père de famille est assassiné par les deux fils aînés puis occulté dans la Lagune Noire. Le cadet, à son retour des Indes, apprend ce qui s'est passé. Entre-temps, la fortune des frères assassins a beaucoup décru. L'indien leur achète finalement les terres, lesquelles deviennent aussitôt fécondes. L'apparition du spectre du père fait resurgir chez les assassins crainte et honte. Le romance finit avec la mort des deux fils parricides.